# Deinhugia
Deinhugia là một chi bướm đêm thuộc họ Erebidae.